# Macrocentrus ceylonicus
Macrocentrus ceylonicus är en stekelart som beskrevs av Günther Enderlein 1912. Macrocentrus ceylonicus ingår i släktet Macrocentrus och familjen bracksteklar. Inga underarter finns listade i Catalogue of Life.